# M270 (РСЗВ)
M270 MLRS — американська реактивна система залпового вогню (РСЗВ) на гусеничній платформі «Бредлі» виробництва компанії Vought.
Призначена для виконання в будь-який час доби та за різних погодних умов бойових завдань з ураження і знищення з закритих вогневих позицій на відстанях понад 30 км районів зосередження військ та бойової техніки, позицій ствольної та реактивної артилерії противника, районів розгортання його сил і засобів протиповітряної оборони, вантажних автомобілів, легкоброньованих бронетранспортерів, а також командних пунктів, вузлів зв'язку та інших площинних цілей.
З 1983 року РСЗВ перебуває на озброєнні армії США. Загалом виробили близько 1300 одиниць M270 і понад 700 000 ракет різного типу. Згодом заснували виробництво в Європі й поступово вони почали надходити на озброєння армій країн-членів НАТО. Останню партію РСЗВ виробили у 2003 році.
У липні 2022 року надійшли на озброєння України.

## Розробка
На початку 1976 року управління ракетних військ армії США для оснащення з'єднань тактичної і оперативно-тактичної ланки (дивізія, корпус) реактивною артилерією ініціювало програму зі створення реактивної системи загальної підтримки GSRS (англ. General Support Rocket System). У березні 1976 року представники п'яти компаній: (Boeing, Emerson Electric, Martin Marietta, Northrop та Vought підписали контракт на оцінку концепції створення реактивної системи загальної підтримки GSRS.
У вересні 1977 року представники фірм Boeing Aerospace і Vought Corporation підписали контракт на суму $855 тис. на 29-місячний період ратифікації (затвердження) конкурсу з розробки GSRS. За умовами контракту кожна компанія поставила три дослідні зразки бойової машини і некеровані реактивні снаряди для порівняльних випробувань на ракетному полігоні «Вайт Сендс» (штат Нью-Мексико).
На початку 1978 року Управління науково-дослідних і дослідно-конструкторських робіт в області ракетної зброї армії США змінило напрямки подальшого розвитку системи GSRS з можливістю виробництва як у США, так і в Європі. Програма була перейменована на Multiple Launch Rocket System або MLRS. У квітні 1980 році Ling Tempco Vought of Dallas, штат Техас), була обрана головним підрядником для координації розробки системи MLRS.
30 березня 1979 року конструктори Vought провели перші стрільби з реактивної установки, випередивши в такий спосіб конкурентів з Boeing. Дослідні зразки бойових машин від компаній Boeing Aerospace і Vought Corporation доправили на Абердинський випробувальний полігон у штаті Меріленд для військових досліджень ходових якостей машин та їхньої надійності методом випробувань на зношуваність, стійкість ракет і електроніки до вібраційних і ударних навантажень при русі. Програма випробувань передбачала пробіг у 700 миль на кожну машину по різних типах ґрунтів. Період випробувань тривав до травня 1980 року, коли мав визначитися переможець.
У травні 1982 року на випробування представили перші реактивні снаряди, зібрані в межах дрібносерійного виробництва. А в серпні 1982 року до армії надійшли на військові випробування перші бойові машини. Після успішного проведення іспитів та випробувань у 1983 році нова реактивна система залпового вогню MLRS стала надходити на озброєння армії США. Через 2-3 роки вона стала надходити на озброєння сухопутних військ армій інших держав.

### Виробництво
З 1989 року почалося спільне виробництво системи MLRS фахівцями США, Великої Британії, Німеччини, Франції та Італії.
Організаційно системи MLRS зводилися в батареї і дивізіони польової артилерії. У дивізії й корпусі сухопутних військ перебуває на озброєнні по 9 і 27 бойових машин відповідно.
Останні партії M270 були вироблені в 2003 році, приблизно в той час, як почала серійно вироблятися HIMARS, заміна M270. Низка сайтів стверджували що остання партія призначалася для поставок до єгипетської армії.

## Склад
Первинно комплекс РСЗВ M270 MLRS складався з:
- бойової машини, що суміщає пускову установку та заряджальну машину;
- боєкомплекту у т.з. пеналах сімейства MFOM;
- транспортної машини M985 для підвезення боєприпасів, що могла містити до 4-х пеналів;
- системи зв'язку і управління[3].

Основними частинами бойової машини М270 є шасі й артилерійська частина.

### Шасі
Шасі БМ М270 оснащується восьмициліндровим дизельним двигуном Cummins VTA-903 з газотурбінним наддувом потужністю 500 к.с. Двигун розташований під кабіною, яка може відкидатися вперед, що забезпечує доступ до вузлів силової установки. Трансмісія «General Electric» гідромеханічна HMPT-500 тришвидкісна. Підвіска торсіонна пластинчата, незалежна з трьома амортизаторами на кожен борт.

### Башта
До артилерійської частини ПУ входять:
- нерухома основа, встановлена на корпусі шасі;
- поворотна платформа із закріпленою на ній частиною, що хитається, у броньованій коробчастій фермі якої розташовані два пенали;
- механізми заряджання і наведення.

Артилерійська частина БМ М270 змонтована на модифікованому подовженому гусеничному шасі бойової машини піхоти БМП M2 «Бредлі») (вантажний транспортер М993). Завдяки використанню цього шасі бойова машина має можливість руху по перетятій місцевості, порівнянну з аналогічною можливістю танка М1.
Необхідна жорсткість основи пускової установки під час розміщення на вогневій позиції забезпечується вимкненням підресорювання ходової частини. У броньованій кабіні розміщується обслуга РСЗВ з трьох осіб: командир установки, навідник і механік-водій. Там же змонтована апаратура управління вогнем, що включає ЕОМ, засоби навігації й топографічного прив'язування, а також пульт управління. Вся необхідна інформація відображається на світловому табло пульта керування. Апаратура управління вогнем РСЗВ MLRS може сполучатися з автоматизованими системами управління вогнем польової артилерії. Створюваний у кабіні надлишковий тиск і фільтровентиляційна установка захищають обслугу від газів, що утворюються при стрільбі, і від уражаючих чинників внаслідок радіоактивного забруднення місцевості або застосування хімічної зброї.
Пускова установка MLRS модульного типу й не має постійних вмонтованих напрямних. У гнізді її броньованої коробчастої ферми (тої, що хитається) розташовані два змінних пенали, кожний із шести склопластикових трубчастих напрямних, які монтуються в два ряди. Стандартні пенали важать 2270 кг і споряджаються ракетами на заводі-виробнику та герметизуються, що забезпечує збереження НКР без обслуговування протягом десяти років. Передстартове підготування ракет до стрільби практично не потрібне. Перезарядження пускової установки здійснюється за допомогою двох автономних зарядних механізмів (із електромеханічними приводами), монтованих на ПУ в коробчастій фермі над гніздами для пеналів. Операція здійснюється одним-двома номерами обслуги з використанням виносного пульта. При нульовому куті висхідні механізми заряджання за допомогою лебідок піднімають пенали із землі вгору до упора і вводять його в гніздо коробчастої ферми.
Пуск снарядів здійснюється прямо зі змінних капсул. Для заряджання, прицілювання та вистрілювання повного боєкомплекту з 12 MLRS снарядів потрібно п'ять хвилин.

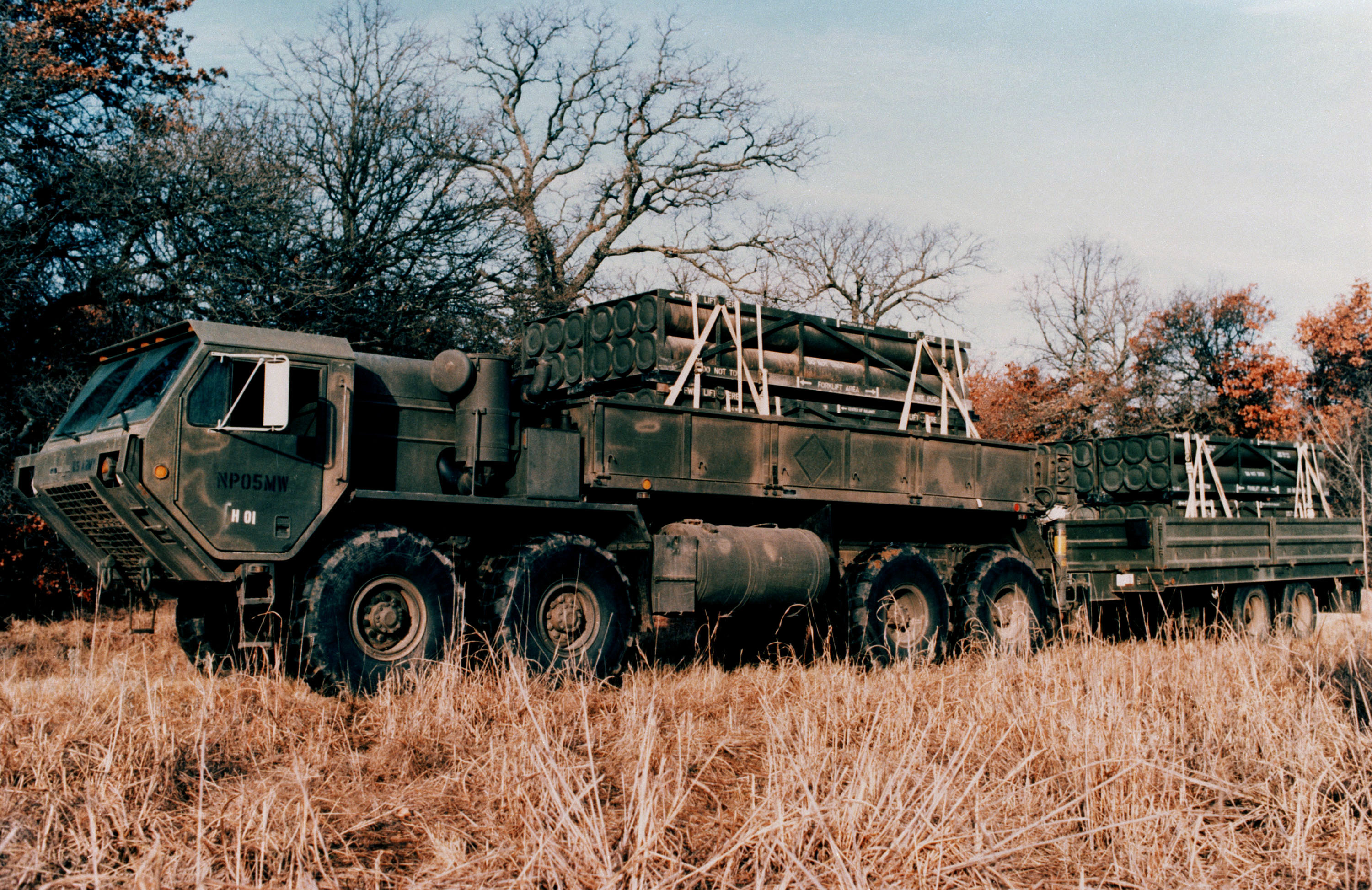
Автомобіль високої прохідності M985 компанії Oshkosh Corporation — основна машина підвезення НКР для РСЗС

Для забезпечення стрільби РСЗВ зазвичай одній пусковій установці додаються дві машини підвезення з причепами. Машиною підвезення служить 10-тонний автомобіль високої прохідності M985 компанії Oshkosh Corporation (колісна формула 8 × 8). У його кузові змонтований 2,5-т підйомно-поворотний кран, за допомогою якого здійснюється завантаження і розвантаження контейнерів. На машині та причепі перевозяться по чотири пенали (шість ракет у кожному). Боєкомплект, що містить одну ПУ, разом із її 12 ракетами, становить відповідно 108 НКР.

### Боєкомплект

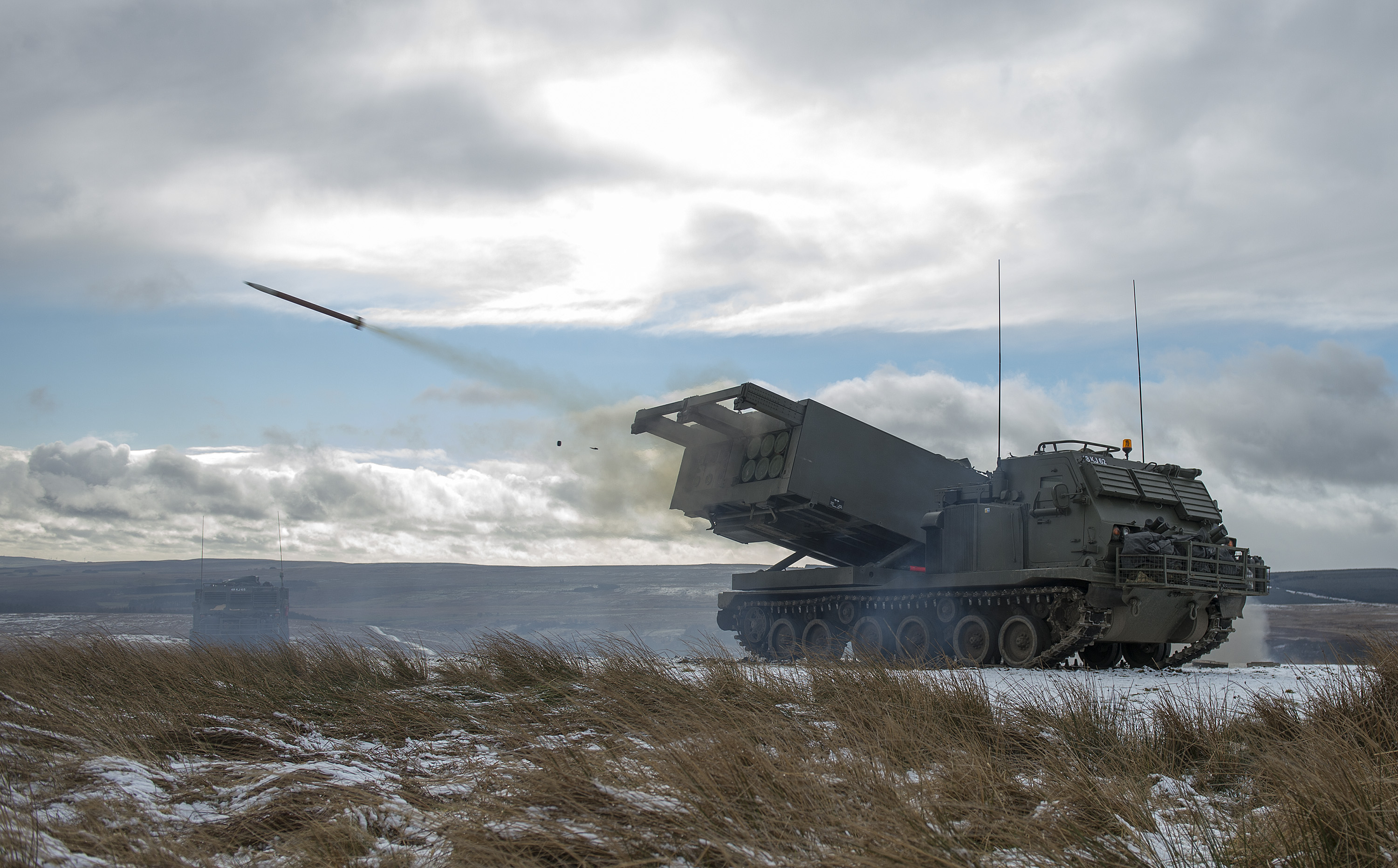
Стрільба з РСЗВ M270 MLRS

РСЗВ M270 MLRS підтримує ведення вогню усім спектром озброєння MFOM, що, власне, первинно створювалось виключно для використання саме цією машиною та, за віком, є її одноліткою.
Втім, як й M142, станом на  2023 так само використовує широкий спектр боєприпасів, що заряджаються у змінні пенали зазвичай поза зоною ведення бойових дій, що, у свою чергу, дозволяє персоналу оперативно виконувати бойове завдання, не відволікаючись на заряджання окремих снарядів, перелік яких в залежності у тому числі від модифікації машини, варіюється, зокрема, від найстаріших некерованих реактивних снарядів M26 з максимальною відстанню ураження у 15 км у перших модифікаціях й до найновішої високоточної ударної ракети PrSM з максимальною відстанню ураження у 499 км.

## Модифікації
За роки експлуатації M270 численно змінювався, отримуючи все новіший функціонал та систему забезпечення новітнього озброєння. Задля можливості відрізнити такі системи було використано окремі індекси модифікацій від A0 до, станом на  2023 рік, A2, що, наразі, є єдиною модифікацією цієї машини, що підтримує зброю PrSM на відміну від HIMARS, що підтримує таке озброєння у базовій комплектації/базовому варіанті.
У той же час усі без виключення модифікації зазвичай підлягають модернізації до своїх ліпших версій. Наприклад, у 2020 році, армія США замовила модернізувати 44 M270 (додатково до попередньо замовлених 225 модифікації A1 та 160 — A0) до версії A2. Таким чином, навіть найстаріші версії машини після оновлення зможуть не лише використовувати найсучашніше озброєння, як то ER GMLRS та PrSM за рахунок встановлення загальної системи керування польотом (CFCS — Common Fire Control System), що планується для використання у майбутньому у тому числі на HIMARS, а й збільшать термін своєї придатності аж до 2050 року.

### A0
Все, що, наразі, відомо, що ця модифікація є списаною й такою, що підлягала станом на  2019 рік подальшому оновленню до версії A2 для американської армії у кількості 160 одиниць. Те саме у 2022 році планували зробити й британці.
У 2022 році існувала ймовірність, що саме цю модифікацію буде поставлено з США Україні та що ця модифікація підтримує лише озброєння M26.

### IPDS
Суттєвою відмінністю цієї модифікації від попередньої є підтримка озброєння ATACMS. Ця модифікація мала обмежене розповсюдження й використовувалася виключно арміями США, Греції, Південної Кореї й Туреччини.

### A1
Є наймасовішою модифікацією машини, що стала у тому числі базою для виготовлення ліцензованих копії у Європі. У 2019 році американська армія замовила модернізацію 225 таких своїх машин, що на той час використовувались, до версії A2. Те саме у 2022 році планували зробити й британці
На відміну від попередніх модифікацій має зменшений час перезаряджання, збільшені кути нахилу та оновлену систему ведення вогню, а у 2005 році була ексклюзивною модифікацією машини, що підтримувала озброєння GMLRS за рахунок встановлення удосконалених системи керування польотом (IFCS — Improved Fire Control System) й механічної системи запуску (ILMS — improved launcher mechanical system) та т.і..

#### B1
Ексклюзивна модифікація для використання армією Великої Британії. Суттєвої відмінністю від еталона (A1) є поліпшене бронювання, зокрема, кабіни та дна машини.

#### С1
Суттєвою зміною в модифікації є заміна поліпшеної системи керування польотом (IFCS) на універсальну (UFCS), що використовується на HIMARS, що дозволяло використовувати, на відміну від первинних версій модифікації A1, у тому числі озброєння ATACMS та GMLRS. Існувала виключно на папері (не було поставлено жодної одиниці, оскільки була лише перехідною пропозицією Lockheed Martin щодо покращень машин, що були в наявності, за запитом Фінляндії.

#### D1
Ця найрідша модифікація машини підтримує увесь спектр озброєнь, що підтримуються усіма попередніми модифікаціями без абияких виключень та має вдосконалену систему керування польотом (FCS — Flight Control System) для керування озброєнням GMLRS та ATACMS та була поставлена лише до армій США, Великої Британії, Бахрейну та Фінляндії, пізніше до усієї серії було додано оновлення балістичної ракетної системи (BMS — ballistic missile system) та системи сповіщння про стан машини (vehicle state system).

#### Копії
Суттєвим обмеженням ліцензованих копій є неможливість використання озброєння ATACMS, відтак вони підтримують лише озброєння MLRS. З іншого боку, на відміну від A1, вони мають ті самі вдосконалення щодо бронювання, що й версія B1.

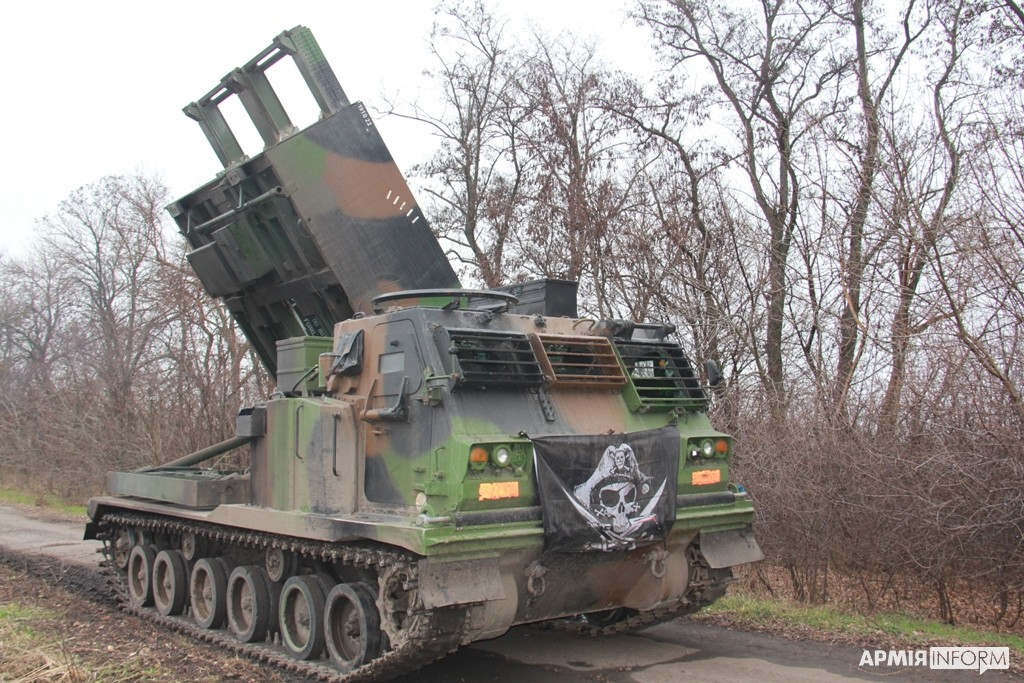
LRU на російсько-українській війні

Європейські модернізації M270A1 розроблені «Krauss-Maffei Wegmann» (KMW) за участю Німеччини (Mittleres Artillerieraketensystem — MARS II або MLRS-E), Італії (MLRS Improved або MLRS-I) та Франції (Lance Roquette Unitaire — LRU).
MARS II оснащений новою системою управління вогнем (EFCS — European Fire Control System), розробленою Airbus Defense and Space. EFCS дозволяє стріляти ракетами M31, M31A1, M32, AT2 і 110 мм, але не M26, M26A1 і M30, щоб забезпечити повну відповідність Конвенції про касетні боєприпаси[джерело?].
В липні 2022 року компанії «MBDA», KMW та «ESG Elektroniksystem-und Logistik-GmbH» (ESG) підписали меморандум про співпрацю щодо розробки крилатого боєприпасу JFS-M для реактивної системи залпового вогню MARS II (M270). За задумом конструкторів, дальність ураження ракетами цієї системи досягне майже 500 кілометрів.

### A2
Версія A2 оснащена загальною системою управління вогнем, а також новим двигуном, трансмісією, модулями пускової установки, покращеним за A1 бронюванням та використовує те саме гусеничне шасі, що й попередні модифікації — від американської бойової машини піхоти M2 Bradley.
Кабіна екіпажу версії A2 вище за попередні та має посилений броньовий захист від стрілецької зброї, уламків снарядів та саморобних вибухових пристроїв.
Щодо підтримуваного озброєння на відміну від попередніх модифікацій також може стріляти ракетами GMLRS-ER (Extended Range Guided) та PrSM.
Перша модернізована машина була передана американським військовим в липні 2022 року.
Має загальну систему керування польотом (CFCS — Common Fire Control System), що планується зробити уніфікованою для використання у майбутньому разом з M270 у тому числі й на HIMARS (замість UFCS?) й саме дозволяє використовувати найсучашніше озброєння, як то ER GMLRS та PrSM.

## Бойове застосування

### Війна в Перській затоці
Перше бойове застосування MLRS відбулося під час війни в Перській затоці. Під час операції «Буря в пустелі» США розгорнули понад 230 систем MLRS, а Великобританія — ще 16.
У вересні 1990 року 6-й батальйон 27-ї польової артилерії був розгорнутий у Саудівській Аравії на підтримку операції «Щит пустелі». Приписаний до XVIII артилерії повітряно-десантного корпусу, підрозділ відіграв вирішальну роль у першій обороні Саудівської Аравії. Тільки но «Щит пустелі» перетворився на «Бурю в пустелі», батальйон був першим підрозділом польової артилерії США, що вів вогонь по Іраку. Протягом тієї війни 6-й батальйон 27-ї польової артилерії забезпечив своєчасний та точний ракетний вогонь прикриваючи як американський корпус в театрі, так й 82-у повітряну, 6-у французьку легку, 1-у бронетанкову, 1-у піхотну, 101-у повітряну та 24-у піхотну (механізовану) дивізії.
Батарея 92-ї польової артилерії США (MLRS) було перекинуто до Перської затоки у 1990 з Форт-Гуд (Техас). 3/27-му польову артилерію (MLRS) із Форт Брега було розгорнуто для підтримки операції «Щит пустелі» у серпні 1990 року. A/21-у польову артилерію (MLRS) – 1-шу кавалеріську артилерійську дивізію було розгорнуто для підтримки операції «Щит пустелі» у вересні 1990 року. У грудні 1990 року A-40-у польову артилерію (MLRS) – 3-ю бронетанкову артилерійську дивізію (Ганау), 1/27-у польову артилерійську (РСЗВ) частину 41-ї польової артилерійської бригади (Бабенгаузен) та 4/27-му польову артилерійську бригаду (РСЗВ) (Вертгайм) було переброшено на підтримку операції «Щит пустелі» зі своїх баз у Німеччині, а 1/158-у польову артилерію Національної гвардії армії Оклахоми було розгорнуто в січні 1991 року.

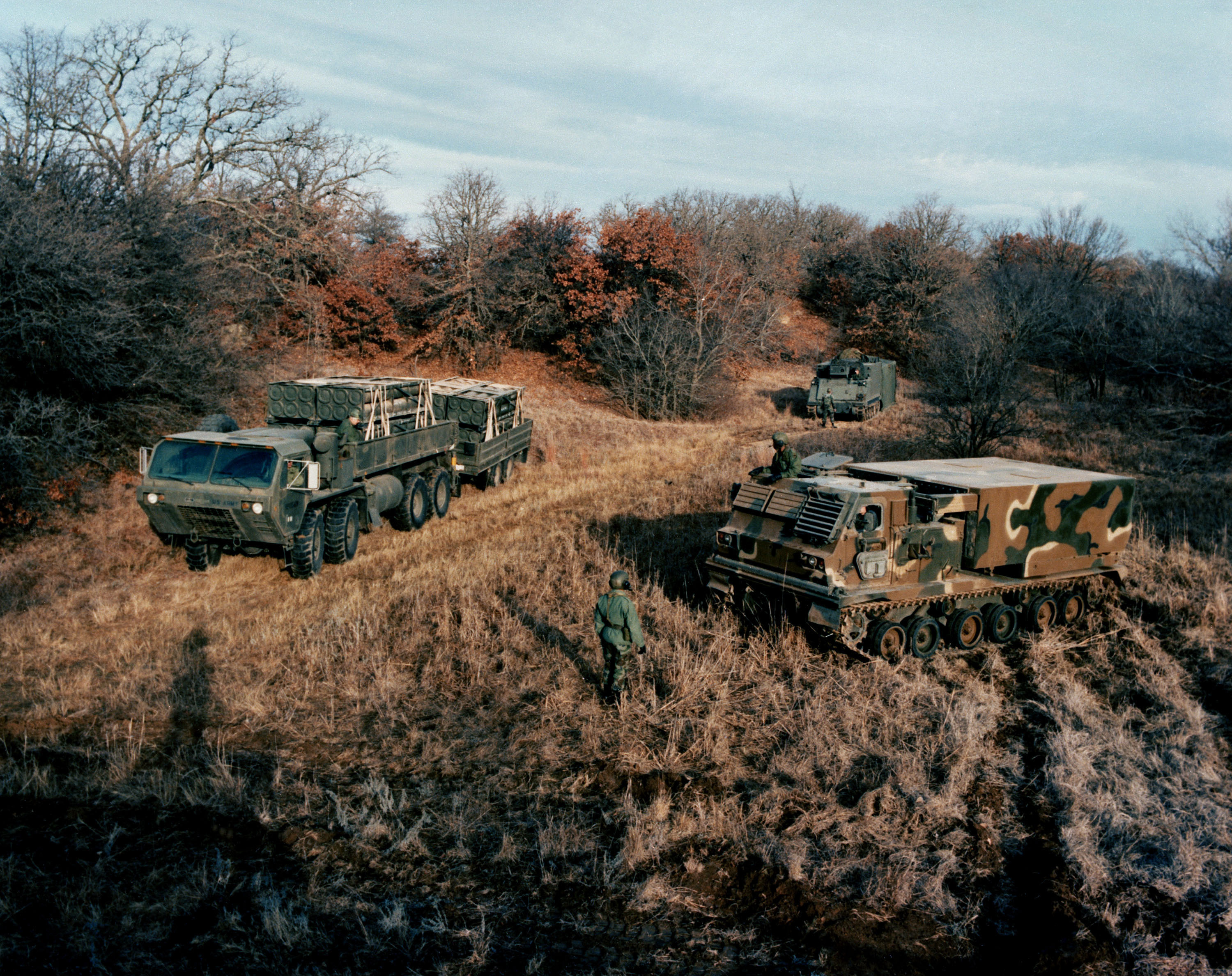
MLRS з пусковою установкою, транспортом, командним пунктом в машині M577.

Пускові установки MLRS так само було розгорнуто під час операції «Буря в пустелі», протягом якої Їх вперше було застосовано 18 січня 1991 року, коли батарея А 6-го батальйону 27-ї польової артилерії випустила вісім ракет ATACMS по місцях іракських ЗРК. Під час одного з зіткнень три батареї MLRS випустили 287 ракет по 24 окремим цілям менш ніж за п'ять хвилин, — кількість снарядів, на вистрілювання якої звичайному артилерійському батальйону (з гарматами) знадобилося б більше години. firing 312 rockets in a single mission. Коли 24 лютого 1991 року почалися наземні операції, під час наступу VII корпусу США було випущено 414 ракет. З 57000 артилерійських снарядів, що були випущені до кінця війни, 6000 були ракетами MLRS плюс 32 ATACMS.

### Війна в Іраку (2003—2011)
Відтоді MLRS використовувався в численних військових боях, включаючи вторгнення США та їх союзників до Іраку (2003).
Перше використання GMLRS відбулося у вересні 2005 року в Іраку, коли дві ракети були випущені в Таль-Афар на відстані 50 кілометрів (31 миля) і влучили в опорні пункти повстанців, убивши 48 іракських бійців.

### Війна в Афганістані (2001—2021)
У березні 2007 року міністерство оборони Великої Британії вирішило надіслати формування MLRS для підтримки поточних операцій у південній провінції Гільменд Афганістану, де вони мали використати нещодавно розроблені керовані боєприпаси[джерело?].

### Російсько-українська війна
У липні 2022 року було опубліковано перше офіційне відео роботи ракетних систем M270 по російських окупантах. Пізніше відмічалася ефективна робота комплексів по складам боєприпасів, опорним пунктам, а також зосередженню ворожої сили та техніки Російської армії.
За допомогою реактивних систем М270/MARS українські військові також проводили дистанційне мінування позицій російських військ. Так, в жовтні 2022 року російські військові знайшли у Донецькій області німецькі протитанкові міни DM1399 («AT-2»). Також окупанти знайшли касету від цих мін, яка споряджається у спеціальній ракеті AT2 SCATMIN.
Вночі проти 17 жовтня 2023 року сили оборони України провели операцію «Dragonfly» (укр. бабка), під час якої завдано удару по аеродромах у Бердянську та Луганську ракетами M39 (ATACMS Block I).

## Оператори

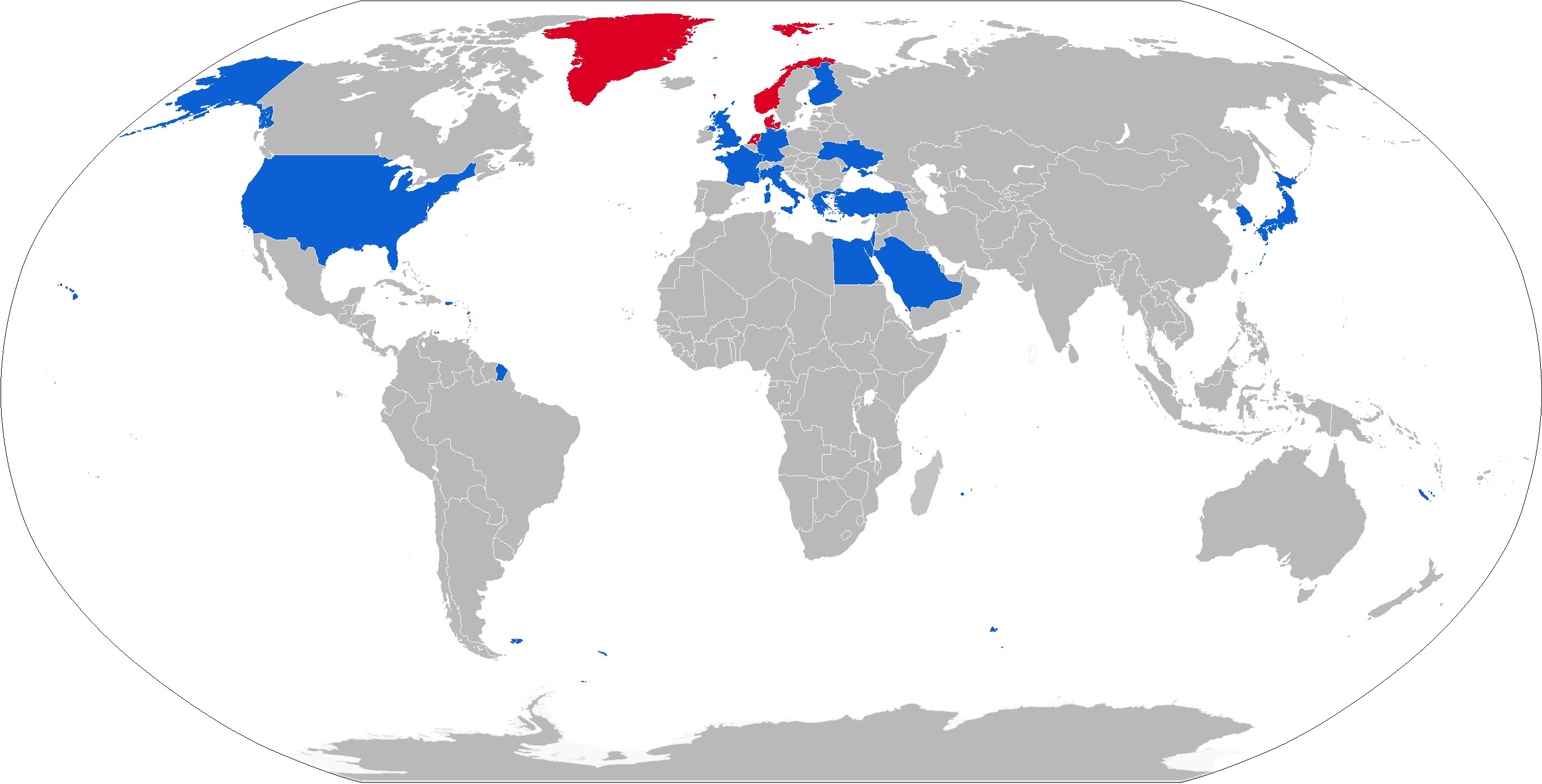
Карта країн-операторів M270. Синій колір: поточні, червоний — колишні.

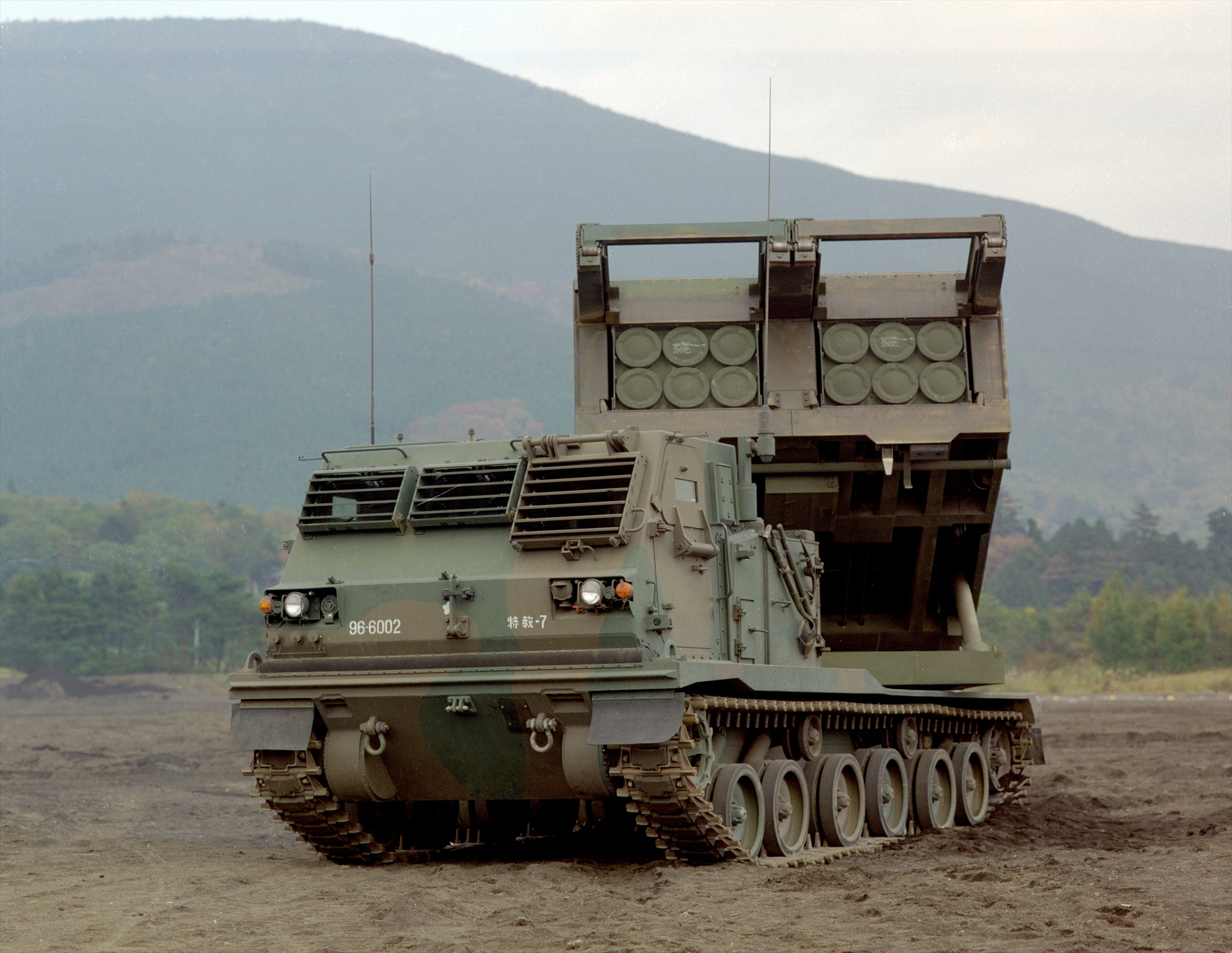
M270 Сухопутних військ Японії

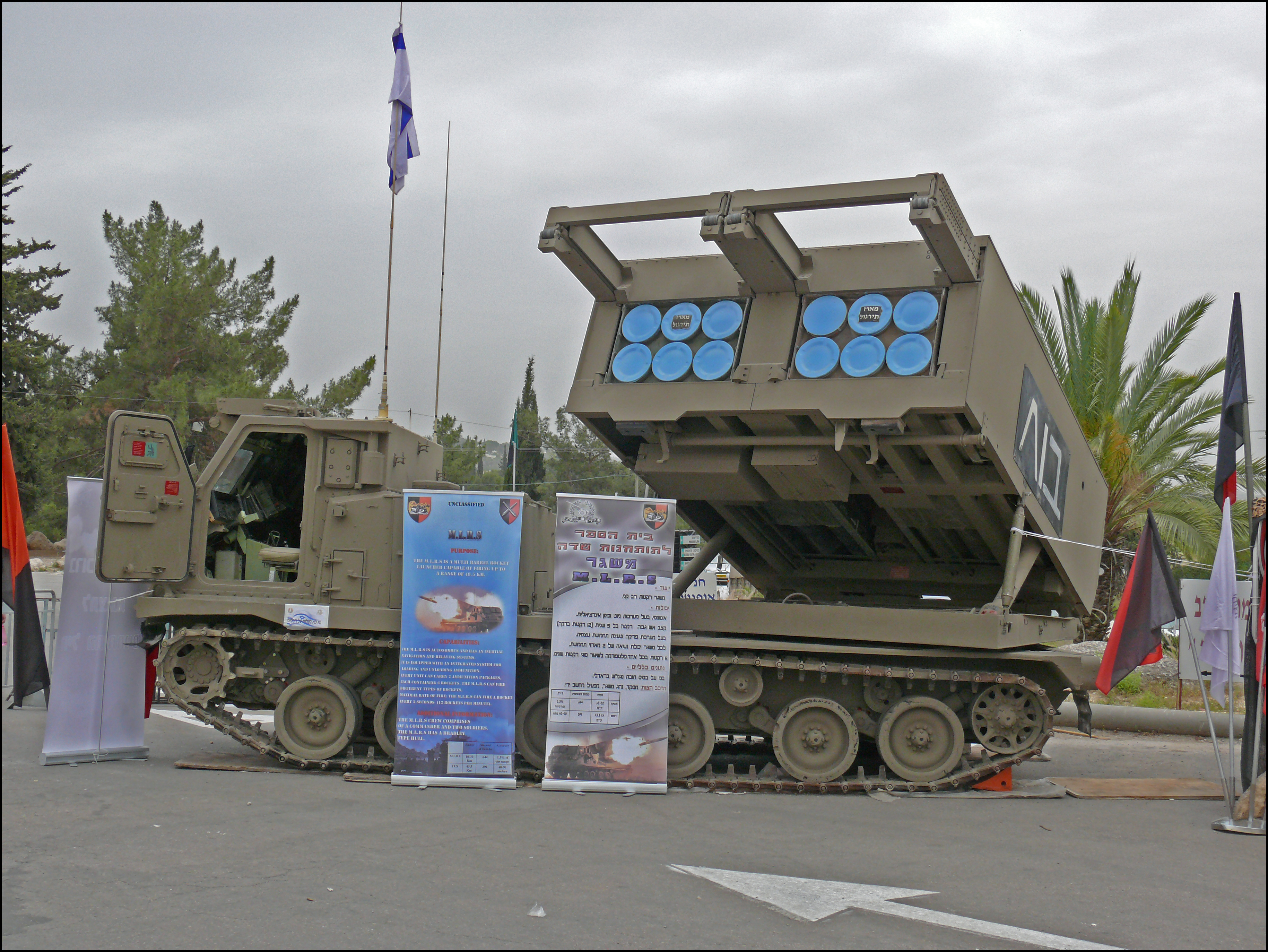
M270 MLRS «Menatetz» Збройних сил Ізраїлю

Вперше розгорнутий армією США MLRS використовувався у зведеному батальйоні, що складався з двох батарей традиційної артилерії та однієї батареї самохідних РСЗВ. Першою оперативною батареєю була батарея C 3-го батальйону 6-ї польової артилерії 1-ї піхотної дивізії (Форт-Райлі (Канзас)) у 1982 році. Першим же діючим органічним (що складається виключно з РСЗВ) підрозділом був 6-й батальйон 27-го полку польової артилерії армії США.
Спочатку батарея складалася з трьох взводів по три пускові установки, відтак — по дев'ять пускових установок на батарею; до 1987 року на озброєнні перебувало 25 батарей РСЗВ. У 1990-х роках батарею скоротили до шести пускових установок

### Перелік

#### Поточні
- Сухопутні війська Єгипту: 48 одиниць.[джерело?]
- Королівська армія Бахрейну: 9 одиниць ATACMS на озброєнні.[40]
- Сухопутні війська Німеччини: 50+202 одиниць, мають назву MARS II[41] (нім. Mittleres Artillerie Raketen System). Удосконалені версії до стандартів GMLRS.[42] За даними німецьких джерел, розголошеними 2022 р., країна має 40 установок, з яких менш як 20 знаходяться у робочому стані[43].
- Сухопутні війська Греції: 36 одиниць ATACMS.[40]
- Сухопутні війська Ізраїлю: 64 одиниць, модифікації «Menatetz» מנתץ[44]
- Сухопутні війська Італії: 22 одиниць, удосконалені MLRS.[41] Удосконалені до рівня GMLRS.[42]
- Сухопутні війська Південної Кореї: 58 одиниць (48 версії M270 та 10 M270A1 адаптованих до стандарту ATACMS.[40][45][46]
- Сухопутні війська Саудівської Аравії: 50 одиниць у Королівському артилерійському корпусі[джерело?]
- Сухопутні війська Туреччини: 12 одиниць.[джерело?]
- Королівський полк артилерії 42 одиниць, удосконалені версії M270B1 (рівень A1 + посилене бронювання).[47] GLMRS рівня.[47]
- Армія США: 840 + 151 одиниць (з них 220+ удосконалені до рівня M270A1).[47] GLMRS та ATACMS рівня.[47]
- Сухопутні війська Фінляндії: 22 одиниць[48], мають назву 298 RsRakH 06. Удосконалені до стандартів GMLRS та ATACMS,[48] решта 12 одиниць колишніх данських M270A1 використовуються тільки для тренування водіїв.[49]
- Сухопутні війська Франції: 13 одиниць[50], мають назву LRU (фр. Lance-Roquette Unitaire).[50] Удосконалені версії до стандартів GMLRS.[42]
- Сухопутні війська Японії: 99 одиниць GMLRS та ATACMS варіанти.[40][51]
- Сухопутні війська України: понад 16 одиниць (3 M270B1 від Великої Британії, 3 M270A1 від Норвегії[52], 5 MARS II від Німеччини[53][54], 2 M270A1 від Італії[55], та 3 LRU від Франції[56][57])

#### Колишні
- Королівська армія Данії: 12 одиниць продані Фінляндії.
- Королівська армія Нідерландів: зняті з озброєння у 2004 році, продані Фінляндії.
- Королівська армія Норвегії: 12 одиниць, перебувають у резерві з 2005 року, частину з них було передано Україні.[58]
- Корпус морської піхоти США: не використовуються, замінені на M142 HIMARS.

#### Заплановані
- Сухопутні війська Литви: литовські ЗМІ оголосили про ймовірне придбання американських РСЗВ M270 MLRS[59]
- Сухопутні війська Хорватії: Хорватія оголосила про бажання придбати 16 одиниць M270 MLRS для армії; переговори тривають, системи мають замінити застарілі радянські РСЗВ «Град».

### Велика Британія
У квітні 2021 року було оголошено про плани модернізації наявних в експлуатації 44 пускових установок M270. Машини отримають нову броньовану кабіну, а також модернізовані компоненти автомобіля та пускового механізму.
Роботи з модернізації першого траншу пускових установок розпочнуться у березні 2022 року й триватимуть чотири роки. У результаті модернізації британські військові зможуть експлуатувати обладнання до 2050 року.
Зазначається, що ці роботи будуть виконуватися у рамках чинного виробничого контракту з Lockheed Martin, при цьому роботи будуть проводитися на армійському складі Red River і на підприємстві Lockheed Martin у Камдені, штат Арканзас.
Також спільно з США, Італією та Фінляндією буде розроблена нова система управління вогнем.
Зрештою, модернізовані британські РСЗВ M270 матимуть можливість запускати ракети GMLRS-ER з дальністю до 150 км, а також будуть сумісні з перспективною ракетою Precision Strike Missile (PrSM, дальність — до 500 км).

### Україна
На початку червня 2022 року в британських ЗМІ була поширена інформація з посиланнями на урядові джерела про звернення Великої Британії до США погодити план передачі установок M270 Україні для відбиття російської агресії.
Ця новина з'явилася наступного дня після того, як адміністрація Байдена оголосила про відправлення до України високомобільної артилерійської ракетної системи M142 HIMARS та боєприпаси з дальністю дії близько 70 км.
1 червня 2022 року міністерство оборони Великої Британії повідомило, що передачу цих установок Україні узгоджено з рішенням Сполучених Штатів надати Україні високомобільні артилерійські ракетні системи HIMARS.
Того ж дня, 1 червня, прем'єр-міністр Німеччини Олаф Шольц анонсував передачу Україні чотирьох установок MARS II зі зберігання компанії Krauss-Maffei-Wegmann. Також обіцяно передати ЗРК IRIS-T та радари контрбатарейної боротьби. Але майже одразу в ЗМІ з'явилась інформація, що німецькі установки MARS II потребують оновлення програмного забезпечення, яке може тривати місяцями, тому очікувати їх в Україні раніше осені не варто.
6 червня 2022 року прем'єр-міністр Великої Британії Борис Джонсон заявив, що до України буде направлено пускові установки M270 та «велику кількість» реактивних снарядів M31A1 до них (без уточнення кількостей). За даними Бі-Бі-Сі, спершу буде передано три пускові установки.
Навчання українських військових роботі з німецькими Mars II розпочалось в Німеччині наприкінці червня 2022 року. Українські військові працюватимуть з німецькими колегами, вивчатимуть необхідні команди німецькою для керування комп'ютерною системою.
Крім того, українські військові навчались застосування M270 (та легких причіпних гаубиць L118) у Великій Британії.
29 червня 2022 року уряд Норвегії повідомив, що передасть три установки M270 MLRS на користь України. Оскільки ці установки перебували на зберіганні та потребують модернізації, то їх буде передано Великій Британії, аби та могла передати Україні свої сучасніші системи.
15 липня 2022 року міністр оборони України Олексій Резніков повідомив про прибуття до України першої партії установок M270.
26 липня 2022 року міністр оборони ФРН Крістін Ламбрехт повідомила про передачу трьох одиниць MARS II та іще трьох установок PzH 2000. Додатково, 15 вересня 2022 року пані Ламбрехт оголосила передачу Україні ще двох одиниць цієї техніки та 200 ракет до них.
11 серпня 2022 року міністр оборони Великої Британії Бен Воллес повідомив, що його країна передасть Україні додаткові три РСЗВ M270 MLRS та значну кількість ракет до них.
12 серпня 2022 року міністр оборони України Олексій Резніков повідомив, що «в Україну прибуло більше M270 MLRS».
19 вересня 2022 року Міністерство оборони Німеччини офіційно повідомило про передачу нового пакету військової допомоги Україні. До його складу увійшли, зокрема, дві установки Mars II з боєкомплектом.
26 жовтня 2022 року німецький федеральний уряд відзвітував про передачу двох РСЗВ MARS II. Таким чином кількість переданих установок цієї моделі зросла до п'яти.